# Fontana Golf Club

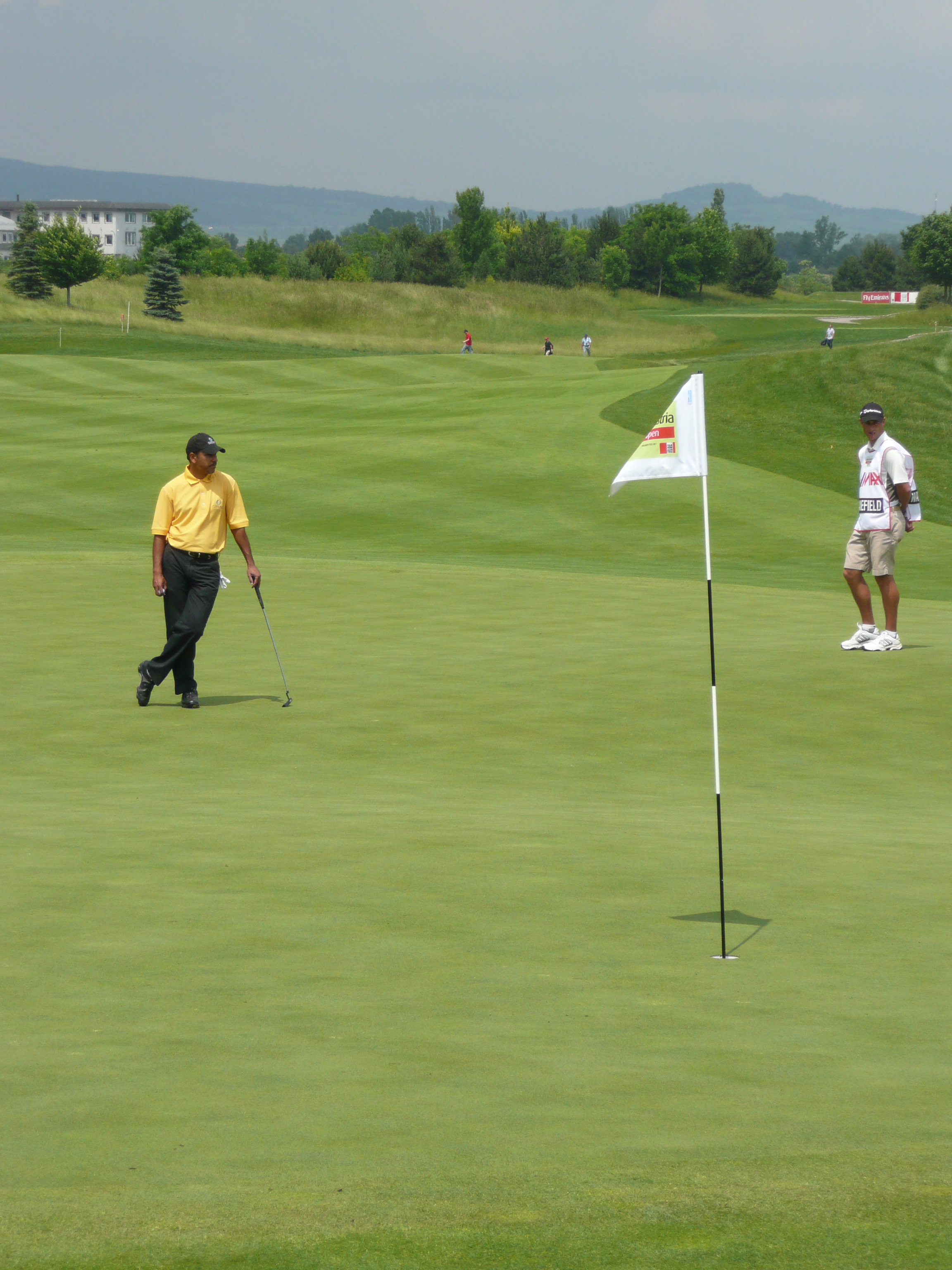
Winnaar Jeev Milkha Singh (in gele shirt) tijdens de 2008 Oostenrijks Open.

De Fontana Golf Club in Oberwaltersdorf bij Wenen speelt op een golfbaan die deel uitmaakt van de Fontana Golf- und Sportclub. Op Fontana is ook een woonpark en een tennispark met buiten- en binnenbanen.
De golfclub beschikt over een golfbaan van 18 holes met een par van 72. Hij werd aangelegd door Doug Carrick en Hans Erhardt en in 1996 geopend. Vanaf het grote witte clubhuis kijkt men over een langgerekt uitgegraven meer van 20 hectare. Rechts daarvan ligt de golfbaan, links ligt het villapark. 
Fontana ondersteunt Markus Brier (1968), die sinds 2000 op de Europese Tour speelt, en Bernd Wiesberger (1980), die in 2009 naar de Europese Tour promoveerde.

## Records
In 2006 deed Martin Kaymer mee aan het Oostenrijks Open. Hij was de eerste amateur die op de Europese Tour een albatros maakte. Tijdens de eerste ronde had hij op hole 9 voor zijn tweede slag nog maar 160 meter over. Met een ijzer 6 sloeg hij de bal in de hole.

In 2009 won Rafael Cabrera Bello met een score van -20 inclusief een laatste ronde van 60 slagen, hetgeen nu het baanrecord is. Hij was de derde speler op de Tour die dit record behaalde na Jamie Spence en Ian Woosnam.